# Brakel, Tyskland
Brakel, Tyskland är en stad i Kreis Höxter i Regierungsbezirk Detmold i förbundslandet Nordrhein-Westfalen i Tyskland.